# Valdo
Valdo Cândido de Oliveira Filho, kurz Valdo (* 12. Januar 1964 in Siderópolis, Santa Catarina) ist ein ehemaliger brasilianischer Fußballspieler und -trainer.

## Karriere
Valdo spielte zwischen 1986 und 1993 65-mal für die Brasilianische Nationalmannschaft, wobei er auf insgesamt sechs Treffer kam. Bei den Weltmeisterschaften 1986 und 1990 war er im Aufgebot der Nationalmannschaft und 1989 holte er mit der Seleção den vierten Titel bei der Copa América. Bei den Olympischen Sommerspielen 1988 in Seoul gewann er mit der Auswahl seines Landes die Silbermedaille im Fußball.
Im Alter von 40 Jahren beendete er seine aktive Fußballlaufbahn.

## Erfolge
- Staatsmeisterschaft von Rio Grande do Sul (4): 1985, 1986, 1987, 1988 (Grêmio Porto Alegre)
- Portugiesischer Meister (2): 1988/89, 1990/91 (Benfica Lissabon)
- Portugiesischer Pokalsieger: 1995/96 (Benfica Lissabon)
- Portugiesischer Superpokal: 1989 (Benfica Lissabon)
- Französischer Meister: 1993/94 (Paris Saint-Germain)
- Französischer Pokalsieger (2): 1992/93, 1994/95 (Paris Saint-Germain)
- Coupe de la Ligue: 1995 (PSG)
- Staatsmeisterschaft von Minas Gerais: 1998 (Cruzeiro Belo Horizonte)
- Copa Centro-Oeste: 1999 (Cruzeiro Belo Horizonte)
- Recopa Sudamericana: 1999 (Cruzeiro Belo Horizonte)